# Salvadorianische Männer-Handballnationalmannschaft
Die salvadorianische Männer-Handballnationalmannschaft repräsentiert den Handballverband El Salvadors als Auswahlmannschaft auf internationaler Ebene bei Länderspielen im Handball gegen Mannschaften anderer nationaler Verbände.

## Geschichte
Die Federación Salvadoreña de Balonmano ist seit 1999 Mitglied in der Internationalen Handballföderation (IHF). Auf kontinentaler Ebene war sie Mitglied in der Pan-American Team Handball Federation. Seit der Aufteilung in zwei Verbände gehört sie der Süd- und zentralamerikanischen Handballkonföderation (SCAHC) an.
Für ein großes Turnier konnte sich die Auswahl bisher nicht qualifizieren.

## Internationale Großereignisse

### Olympische Spiele
Bisher keine Teilnahme.

### Weltmeisterschaften
Bisher keine Teilnahme.

### Panamerikameisterschaften
Bisher keine Teilnahme.

### Süd- und zentralamerikanische Handballmeisterschaften
Bisher keine Teilnahme.

### Panamerikanische Spiele
Bisher keine Teilnahme.

### Südamerikaspiele
Bisher keine Teilnahme.

### Zentralamerikaspiele
An den Zentralamerikaspielen nahm El Salvadors Auswahl viermal teil.
- Zentralamerikanische Spiele 2001: 4. Platz (von 4 Mannschaften)
- Zentralamerikanische Spiele 2010: 2. Platz (von 5 Mannschaften)
- Zentralamerikanische Spiele 2013: 5. Platz (von 5 Mannschaften)
- Zentralamerikanische Spiele 2017: 5. Platz (von 5 Mannschaften)

### Zentralamerika- und Karibikspiele
An den Zentralamerika- und Karibikspielen nahm El Salvadors Auswahl zweimal teil, blieb dabei bisher aber ohne Punktgewinn.
- Zentralamerika- und Karibikspiele 2010: 7. Platz (von 7 Mannschaften)
- Zentralamerika- und Karibikspiele 2023: 8. Platz (von 8 Mannschaften)

### IHF South and Central American Emerging Nations Championship
Bei der vom Weltverband ausgerichteten IHF South and Central American Emerging Nations Championship gelangen der Mannschaft nach Vorrundenniederlagen gegen Kolumbien, Ecuador und Honduras Siege gegen Bolivien und Panama.
- IHF South and Central American Emerging Nations Championship 2018: 9. Platz (von 11 Mannschaften)